# Džon Grirson
Džon Grirson CBE (26. april 1898 – 19. februar 1972) bio je škotski filmadžija. Često se navodi kao otac britanskog i kanadskog dokumentarnog filma. Grirson je osmislio termin dokumentarac (documentary) 1926. godine tokom pisanja članka o dokumentarnom filmu Moana Roberta Flaertija.

## Filmografija
Reditelj
- Drifters (1929)
- Granton Trawler (1934)

Producent ili deo projekta
- O'er Hill and Dale (red. Basil Wright 1932)
- UP-STREAM: A Story of the Scottish Salmon Fisheries (red. Arthur Elton 1932)
- Cargo from Jamaica  (red. Basil Wright 1933)
- Industrial Britain  (red. Robert Flaherty 1933)
- Cable Ship  (red. Alexander Shaw and Stuart Legg 1933)
- Coming of the Dial  (red. Stuart Legg 1933)
- Liner Cruising South  (red. Basil Wright 1933)
- Man of Aran  (red. Robert Flaherty 1934)
- New Operator  (red. Stuart Legg 1934)
- Pett and Pott: A Fairy Story of the Suburbs   (red. Alberto Cavalcanti 1934)
- Post Haste  (red. Humphrey Jennings 1934)
- Spring Comes to England  red.  Donald Taylor 1934)
- Six-thirty Collection  (red. Harry Watt and Edgar Anstey 1934)
- Song of Ceylon  (red. Basil Wright 1934)
- (red. Stuart Legg 1935)
- A Colour Box  (red. Len Lye 1935)
- Housing Problems (red. Edgar Anstey, Arthur Elton 1935)
- Introducing the Dial (red. Stuart Legg 1935)
- Coal Face  (red. Alberto Cavalcanti 1935)
- B.B.C. Droitwich  (red. Harry Watt 1935)
- Night Mail ( red. (Basil Wright, and Harry Watt 1936)
- Saving of Bill Blewitt  (red. Basil Wright 1936)
- Line To The Tschierva Hut  (red. Alberto Cavalcanti  1937)
- Children At School  (red. Basil Wright  1937)
- We Live In Two Worlds  (red. Alberto Cavalcanti  1937)
- Daily Round  (red. Richard Massingham, Karl Urbahn 1937)
- Trade Tattoo  (red. Len Lye 1937)
- The Face of Scotland  (red. Basil Wright 1938)
- The Children's Story  (red. Alexander Shaw 1938)
- Scotland for Fitness  (red. Brian Salt 1938)
- They Made the Land  (red. Mary Field 1938)
- Sport in Scotland  (red. Stanley L. Russell 1938)
- Wealth of a Nation  (red. Donald Alexander 1938)
- Sea Food  (1938)
- The Londoners  (red. John Taylor (director) 1939)
- Churchill's Island (red. Stuart Legg 1941)
- Four Men in Prison (red. Max Anderson 1950)
- Judgment Deferred  (red. John Baxter 1951)
- Brandy for the Parson  (red. John Eldridge 1952)
- The Brave Don't Cry  (red. Philip Leacock 1952)
- Miss Robin Hood  (red. John Guillermin 1952)
- Time Gentlemen, Please!  (red. Lewis Gilbert 1952)
- You're Only Young Twice  (red. Terry Bishop 1952)
- Man of Africa  (red. Cyril Frankel 1953)
- Background  (red. Daniel Birt 1953)
- Laxdale Hall  (red. John Eldridge 1953)
- The Oracle  (red. C.M. Pennington-Richards 1953)
- Child's Play  (red. Margaret Thomson 1954)
- Devil on Horseback  (red. Cyril Frankel 1954)
- Rivers at Work  (red. Lew Davidson 1958)
- This Wonderful World  (red. various 1957–67)
- Seawards the Great Ships  (red. Hilary Harris 1960)
- The Heart of Scotland  (red. Laurence Henson 1961)
- The Creative Process  (red. Donald McWilliams 1961)
- Health of a City  (red. Derek Williams 1965)
- I Remember, I Remember  (red. James Sutherland 1968)